# Agrotis spina
Agrotis spina är en fjärilsart som beskrevs av Achille Guenée 1852. Agrotis spina ingår i släktet Agrotis och familjen nattflyn. Inga underarter finns listade i Catalogue of Life.